# ROCK OF ALL AGES
ROCK OF ALL AGES（ロックオブオールエイジス）は、ミュージックバードで2007年4月1日から2008年9月30日まで放送されていたラジオ番組。放送時間は、毎週日曜日の18:00～18:55（JST）。また、一部のコミュニティ放送局でもネットされていた。

## 概要
鈴木慶一をパーソナリティとして、様々な切り口でロックやポップスを紹介する。アシスタントは光岡ディオン。2008年3月7日にTOKYO FM HALLで公開録音が行われ、2008年4月20日と4月27日に2週にわたってオンエアされた。

## タイムテーブル（2007年5月）
- 18:00-18:03 オープニング
- 18:03-18:50 トーク・音楽
- 18:50-18:55 エンディング